# Charles Grad
Charles Grad fue un político, naturalista, viajero y escritor alsaciano nacido el 8 de diciembre de 1842, en Turckheim,  Francia,  y muerto el 3 de julio de 1890.

## Biografía
Charles estudió en la Escuela Superior de Minas de París y se dedicó especialmente al estudio de las Ciencias naturales (fue fundador de la Sociedad de Historia Natural de Colmar) y Economía política, y llegó a ser una de las grandes administradores de las fábricas de Colmar y otras localidades.
En 1877, Charles, fue elegido diputado al Reichstag por la ciudad de Colmar, reelegido sucesivamente, individuo del partido político de la protesta contra la anexión de Alsacia-Lorena.
En 1879 hizo con gran energía la defensa de las tarifas aduaneras y se negó a obtener una elevación de los derechos para la industria que representaba.
Como escritor, Charles, escribió de Geología, Memorias de la Academia de Ciencias de París, de economía política, en la Revista alsaciana (trabajos sobre Hacienda y administración de Alsacia), artículos en la revista Ambos Mundos, viajes, etc.

## Obra
- L'Australie intérieure: explorations et voyages à travers le continent australien de 1860 à 1862. Arthus Bertrand, Challamel, Paris 1864.

- Le foyer alsacien. Légendes et traditions populaires. - Un casque de fer. Strasbourg 1864.

- Résultats scientifiques de la mission allemande au Soudan oriental,.., París: E. Martinet, 1865.

- Esquisse physique des iles Spitzbergen et du pôle arctique. Challamel, Paris 1866.

- Essai sur l'hydrologie du bassin de l'Ill. Bader L. L, Mulhouse 1867.

- Sur la constitution et le mouvement des glaciers, París, 1867.

- Études de physique terrestre...., 1868.

- Essais sur le climat de l'Alsace et des Vosges. E. Perrin, Mulhouse 1870.

- Mémoire sur les lacs et les tourbières des Vosges. Gley E, Epinal 1871.

- Examen de la théorie des systèmes de montagnes..., París: E, Martiner, 1871.

- Rapport sur les recherches de M. Gérard sur la faune historique des mammifères sauvages de l'Alsace. Présenté à la Société d'Histoire naturelle de Colmar. Decker, Colmar 1872.

- Expédition dans la zone polaire.., 1872 (Polo Norte)

- L'Alsace, sa situation et ses ressources au moment de l'annexion. C. Delagrave, Paris 1872.

- Description des formations glacières de la chaîne des Vosges. 1872.

- Wiener Weltausstellung. Bericht ueber die Industrie des Elsasses. Colmar 1873.

- Exposition universelle de Vienne. Notice sur l'industrie et le commerce de l'Alsace. Strasbourg 1873.

- A propos de la géographie des Vosges de M. Gley, 1874.

- Voyages aux Alpes,.., Colmar, 1875.

- Considérations sur la géologie et le régime des eaux du Sahara algérien,.., París: C. Delagrave, 1873.

- Die Weinsteuer-Gesetzgebung,.., Estrasburgo, 1875.

- Le Mouvement scientifique en Alsace, 1875.

- Notice sur les grottes de Cravanche.., Colmar, 1877.

- Les Forets de l'Alsace.., Comar, 1877.

- Considérations sur les finances et l'administration de l'Alsace-Lorraine.., París, 1877.

- Les Assurances ouvrières en Allemagne: caisses de malades, assurances contre les accidents. Veuve Bader, Mulhouse 1882.

- Lettres d'un simple bourgeois sur la politique en Alsace-Lorraine. 1882.

- Études de voyages,.., Nancy, 1883.

- L'alsace,.., Estrasburgo: Contades, 1883, 1016 p.

- Über unsere Lage im Reichslande.., Colmar, 1883.

- La Révision du cadastre..., Mulhouse, 1884.

- Études historiques sur les naturalistes de L'Alsace, Colmar, 1885.

- Ascensions au Sinai..., París, 1886.

- Le peuple allemand, París: Hachette, 1888.

- Strasbourg et la Basse-Alsace, París, 1888.

- L'Alsace, le pays et ses habitants. Hachette, Paris 1889; Neudruck: Contades, Strasbourg 1983. ISBN 2-903255-02-8

- Billich, André, editor científico. Correspondance : textes inédits. Société d'histoire et d'archéologie Wickram de Turckheim, 1989.